# Fokker S.III

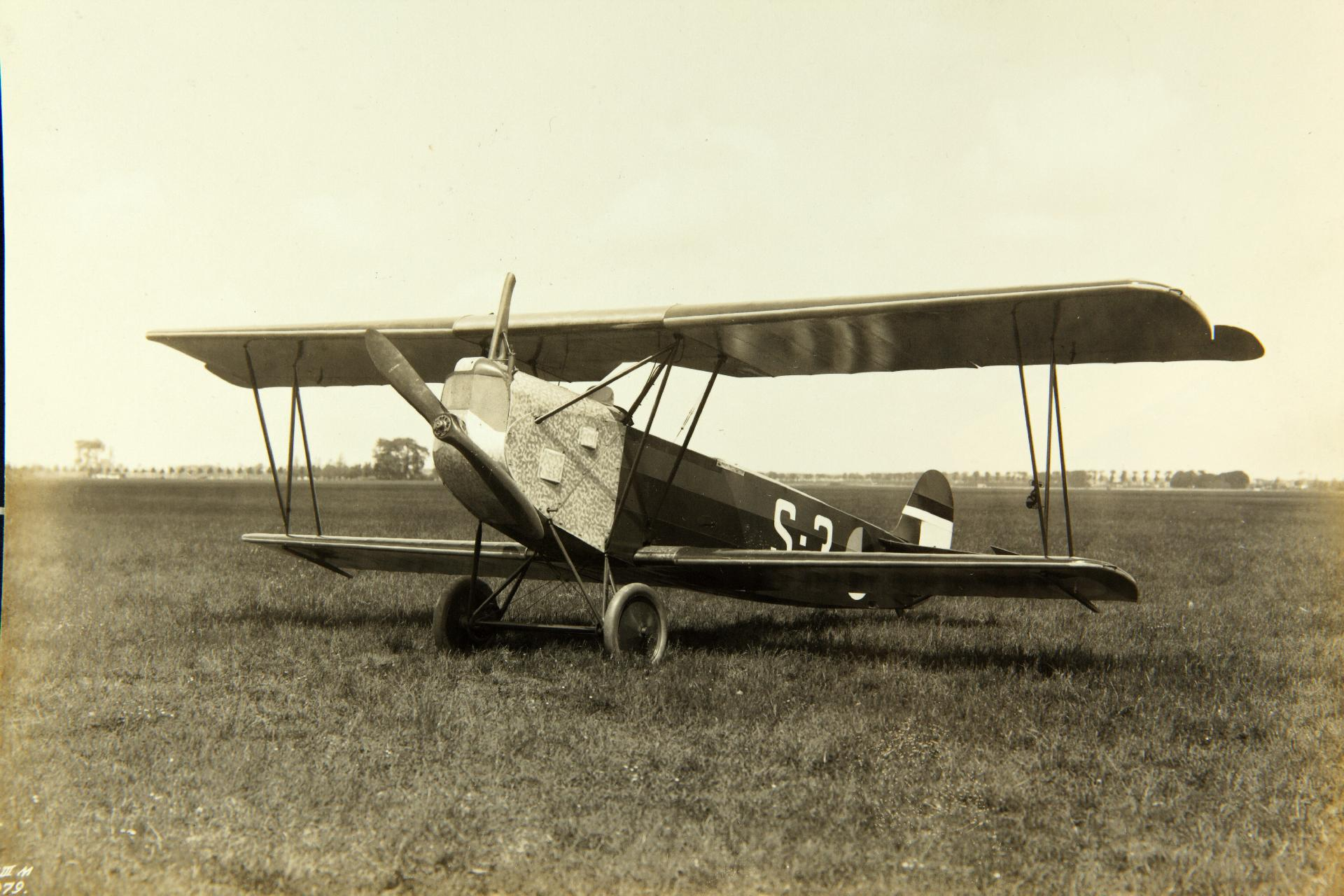
Fokker S.III

De Fokker S-III was een lesvliegtuig dat door Fokker werd ontwikkeld en gebouwd.
De Fokker S-III was het derde lesvliegtuig van Fokker en hierin zaten de leerling en instructeur weer achter elkaar. De motor was een Mercedes van 120 pk, een Curtiss OX-5, een Renault of Wright van 200 pk.
Op 12 december 1922 vond de eerste vlucht plaats. De M.L.D had wel belangstelling voor de S-III ter vervanging van de Spyker V.2 Na een uitgebreid testprogramma werd er op 6 juni 1923 een bestelling geplaatst voor zes stuks. De registratienummers waren S-1 t/m S-6. Hier kwam op 31 december een tweede serie van twaalf stuks bij met de registratie S-7 t/m S-18. Eind 1924 waren alle toestellen afgeleverd. De M.L.D bouwde uit reserveonderdelen nog een toestel: de S-19. De S-III voldeed uitstekend en bleef tot eind 1938 in dienst. In mei 1940 waren er nog negen toestellen over en enkele werden gebruikt als lokvliegtuigen op vliegveld De Kooy en gingen daar verloren.

## Gebruik
Denemarken
Op 3 april 1924 bestelde Denemarken twee S-III's. Ook hun registratie was S-1 en S-2. Ze werden in Denemarken door Klovermarken uit Fokker onderdelen door de Denen zelf geassembleerd. De S-2 vloog in augustus 1924 en de S-1 in april 1925. De toestellen voldeden goed maar er werd geen bestelling geplaatst. Ze werden op 8 november 1927 buiten dienst gesteld.
Verenigde Staten
In de Verenigde Staten heeft een S-III gevlogen. Het toestel werd hier aangeduid als Atlantic S-III. De naam Fokker werd hier niet gebruikt vanwege de herinnering aan de oorlog. Het was het eerste product van de Atlantic Aircraft Corporation, de Amerikaanse Fokkerfabriek. Het toestel werd echter vrijwel zeker geheel in Nederland vervaardigd. In 1926 ging het toestel naar de Wrightfabriek om te dienen als vliegende proefbank. In 1927 maakte Clarence Chamberlain de eerste luchtpostvlucht vanaf het passagiersschip "Leviathan".

## Specificaties
- Type: Fokker S.III
- Bemanning: 2
- Lengte: 8,03 m
- Spanwijdte: 10,67
- Propeller: Tweeblads
- Aantal gebouwd: 21

Prestaties
- Maximumsnelheid: 217 km/h